# Opson
Opson (in greco antico:  ὄψον?) era un ingrediente importante nella cucina dell'antica Grecia.
Innanzitutto opson si riferisce ad un'importante branca della cucina greca antica: la 'salsa' che integra i sitos (σίτος) la parte principale del pasto, ovvero del frumento o dell'orzo. 
Opson pertanto equivale al  banchan della cucina coreana e all'okazu giapponese.
Poiché era considerata la parte più piacevole di ogni pasto, l'opson era oggetto di una certa ansia tra gli antichi moralisti greci, che avevano coniato il termine  opsophagia per descrivere il vizio di coloro che usavano troppo opson con il loro sitos.
Anche se ogni tipo di complemento alla base, anche il sale, poteva essere classificato come opson, il termine veniva comunemente usato per riferirsi al tipo più stimato di gusto: il pesce. Quindi un diminutivo di opson, opsarion (in greco antico: ὀψάριον?), fornisce la moderna parola greca per pesce: il greco medievale psari (ψάρι) e il termine opsophagos, letteralmente mangiatore di opson, viene quasi sempre utilizzato da autori classici per indicare gli uomini che erano fanatici dei frutti di mare, ad esempio, Filosseno di Citera.
Infine, opson può significare 'piatto preparato' (plural opsa). Platone, probabilmente sbagliando, fece derivare il termine dal verbo ἕψω - 'bollire'.
Il punto centrale della moralità personale greca sull' autocontrollo fece della opsofagia un motivo di preoccupazione per i moralisti e satirici del periodo classico. La semantica complicata della parola opson e dei suoi derivati fece del termine un motivo di preoccupazione per gli Attici durante la seconda sofistica.